# 古田亘
古田 亘（ふるた わたる、1971年8月21日 - ）は、日本の写真家、アートディレクター、グラフィックデザイナー、映像作家。株式会社ゴーグル代表。妻は女優の佐藤友紀。

## プロフィール
静岡県出身。静岡県立静岡東高等学校卒。カナダのCanadian International College卒。早稲田大学大学院経営管理研究科修了。1992年株式会社CSK（現SCSK）入社。同社関連会社で営業、広告企画担当。1996年映像制作会社フューチャー・パイレーツに入社。様々なメディアコンテンツのプロデュース、ディレクションを手がけた後、2001年に独立。浅野忠信初監督作品「トーリ」(’04年)のプロデュースや、サーフドキュメンタリー映画「アドア」(’07年)の監督として注目を集めた。その他、BS-TBSなどのテレビ番組やキャンペーン、HELLO! PROJECTによる舞台公演のためのデザインや写真、映像演出を数多く手がけている。2015年に写真展「少年と海」、2016年に写真展「GREEN GATE」を東京 代官山のGALLERY SPEAK FORにて開催。2009年から「アジア国際子ども映画祭」審査委員。日本グラフィックデザイン協会正会員。

## 受賞歴
- BS-TBS功労賞受賞（2015年）
- APA 日本広告写真家協会 アワード2016広告作品部門入選（2016年）
- JPS 日本写真家協会 第41回2016JPS展優秀賞受賞（2016年）[4]
- AJAPS 全日本写真連盟 第16回全日本モノクロ写真展入選（2017年）[5]
- APA 日本広告写真家協会 アワード2024写真作品部門入選（2024年）[6]

## 写真展
- 「少年と海」GALLERY SPEAK FOR （東京）[7]
- 「GREEN GATE」GALLERY SPEAK FOR （東京）[8]
- 「古田亘　少年と海」BEACH （神奈川）
- 「MESSIAH FIRST EXHIBITION」GALLERY X BY PARCO（東京）[9]
- 「HELI-X VISUAL ART EXHIBITION」ラフォーレ原宿（東京都）[10]

## 写真集
- 「YABUSAME TAKEDA-RYU + WATARU FURUTA」[11]タイフーン・ブックス・ジャパン
- 「小松準弥 1st写真集　君＜キミ＞」[12]一迅社

## アートディレクション、グラフィックデザイン
- 映画「ルキーノ・ヴィスコンティ生誕110年 没後40年メモリアル -イタリア・ネオレアリズモの奇跡- [13]『若者のすべて』『郵便配達は二度ベルを鳴らす』『揺れる大地』ほか
- TV「報道1930」（BS-TBS）、BS-TBS開局20周年記念ドラマ「左手一本のシュート」、水戸黄門（BS-TBS）、「世界バレー男子日本代表」（BS-TBS）ほか
- 舞台「メサイア（刻シリーズ） 」、演劇女子部シリーズ　ほか
- 書籍（装丁）「99のなみだ」シリーズ、「魔優」、「おっぱいバレー」、「デス・ゲーム・パーク」、「交番の夜」、「安倍内閣」、「それは自殺5分前からのパワープレー」、「キミとボク」、「婚前特急」、「いぬのメリー」、「ラストマネー」、「ポールダンシングボーイず」、「死ぬまでにしたい大切なこと」、「離婚式へようこそ」、「毒姫とわたし」、「神様、マリコをなんとかしてください」、「5年後のラブレター」、「乙女プロレス」、「最高の人生の終り方」、「グッドカミング」、「スープカレー」、「アイム・フラッシュ！」、「負けるもんか」、「実験刑事トトリ」、「ダイアリー」、「あなたが生まれた日」、「母のなみだ」（以上全てリンダパブリッシャーズ刊）ほか

## 監督作品

### 映画
- ador（アドア）（45分：ドキュメンタリー：劇場公開作）（ブルー・アチーブ）
- STAY（ギャガ・コミュニケーションズ）

### ショートフィルム
- 彼女の告白（出演：岡田めぐみ、野添義弘、佐藤友紀）

2005年ルイビトン・ハワイ国際映画祭正式招待、2005年ブリスベン国際映画祭正式招待、2007年プレアデス国際短編映画祭正式招待。
ハリウッド・エジプシャンシアターで行われたJETRO、UTB主催「Picture Battle vs Show Biz Japan」では審査委員長の井筒和幸監督から「文句無しの傑作」と評され審査委員特別賞を受賞した。
- 刺客の女（出演：佐藤友紀、高橋修）

2006年札幌国際短編映画祭作品賞ノミネート
- スパイ最終面接（出演：小倉久寛、野添義弘、佐藤友紀）

2006年札幌国際短編映画祭監督賞ノミネート
- 怪談新耳袋「二周目」「終電」
- 刑事まつり「パラダイスボンボン刑事」  2006年札幌国際短編映画祭監督賞ノミネート[17]

### CM
- （BS-TBS）「東京少女」シリーズ
- バンダイ「棒ゲ〜」
- TBS「きみはペット」
- 日興コーディアル証券「日興SMA」
- プラスマイナスゼロ

### ミュージックビデオ
- 「truth」バンバンバザール（ジェネオン）
- 「Astaire」SUEMITSU & THE SUEMITH（キューンレコード）
- 「もどかしい世界の上で」牧野由依（ビクター）

### タイトルバック
- BS-TBS「劇場用CI」
- BS-TBS「ケータイ刑事」シリーズ、「東京少女」シリーズ、「サタシネ」、「ジャパシネ」「アイシネ」
- TBS「世界バレー」
- 映画「さよならみどりちゃん」
- BS-TBS・BSフジ「侍ショート」
- BS-TBS・TCエンタテインメント「シネマドライブ」
- BS-TBSショートフィルムレーベル「68FILMS」

### テレビ番組
- BS-TBS、BSフジ共同製作番組「68」
- so-net チャンネル「homematsuli」

### DVD
- STAY（ステイ）（短編オムニバス）（ギャガ・コミュニケーションズ）
- くりいむレモン 蕾のかたち

## プロデュース作品
- BSデジタル放送開局記念特別番組「地球大爆破」（監督：竹内スグル、田中秀幸、関口現、サイモン・テイラー、フランク・サクラメント　出演：武田真治、大沢たかお、篠原涼子、窪塚洋介、ピエール瀧、デーブスペクター、山咲千里ほか）

2001年メルボルン国際映画祭正式招待、2001年イギリス・ワンドットゼロ正式招待、2001年エジンバラ国際映画祭正式招待、スペインSONER正式招待、サンフランシスコ国際映画祭正式招待、ショートショートフィルムフェスティバル正式招待。
- トーリ（浅野忠信初監督作品）

ベルリン国際映画祭招待
- BS-TBS、BSフジ共同製作番組「68」
- ショートフィルム作品「侍ショート」「68FILMS」「ショートフィルム道」
  - 「白昼夢」（監督：高田弘隆　主演：知花くらら）
  - 「寄生木」（監督：高田弘隆　出演：宮崎あおい、西島秀俊）
  - 「ラベル」（監督：木下ほうか　主演：山﨑努）
  - 「恋する梅干し」（監督：古厩智之　主演：成宮寛貴）
  - 「原っぱ」（監督：古厩智之　出演：堀北真希、小栗旬）
  - 「眺める少女」（監督：高成麻畝子　主演：夏帆）
  - 「華HANA」（監督：木之村美穂　主演：村上淳）
  - 「絵馬」（監督：高田弘隆　主演：水橋貴己）
  - 「parking」（監督：牧鉄馬　主演：モロ師岡）
  - 「ROOM SERVICE」（監督：小島淳二　出演：山咲千里、小林賢太郎（ラーメンズ））
  - 「臭いものには蓋の日」（監督：三木聡　主演：小出早織）
  - 「宇宙の法則」（監督：豊島圭介）
  - 「再先端恐怖ショウ」（監督：鈴木浩介　主演：パパイヤ鈴木）
  - 「ラン・スパイ・ラン」（監督：廣木隆一）ほか多数

## プロダクト・プロデュース
- 即席麺「インドメン」（東洋水産）　ビジュアル：谷田一郎、ヒロ杉山。ローソン限定150万食完売。